# Temple mormon de Berne

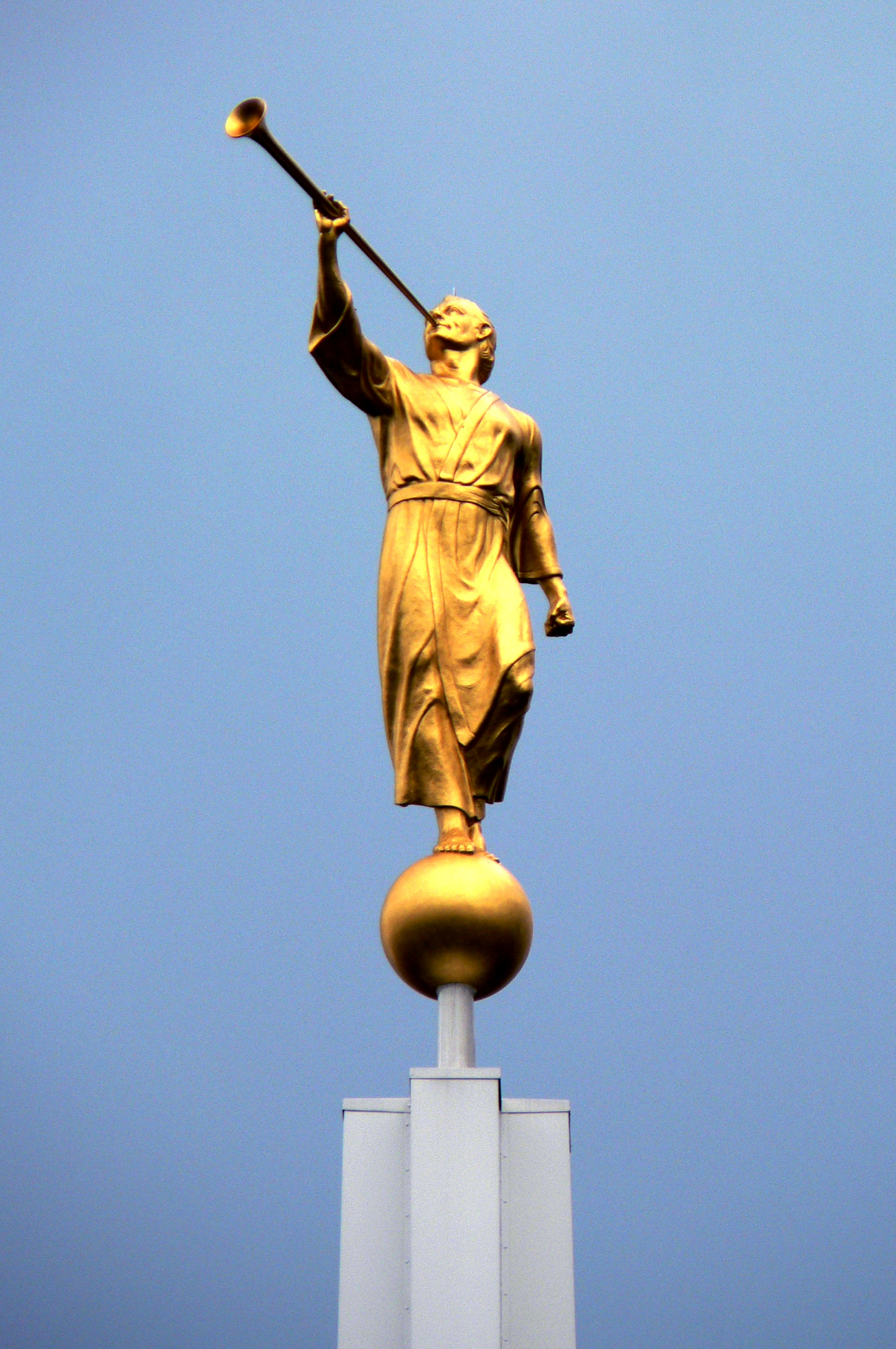
Statue de l'ange Moroni.

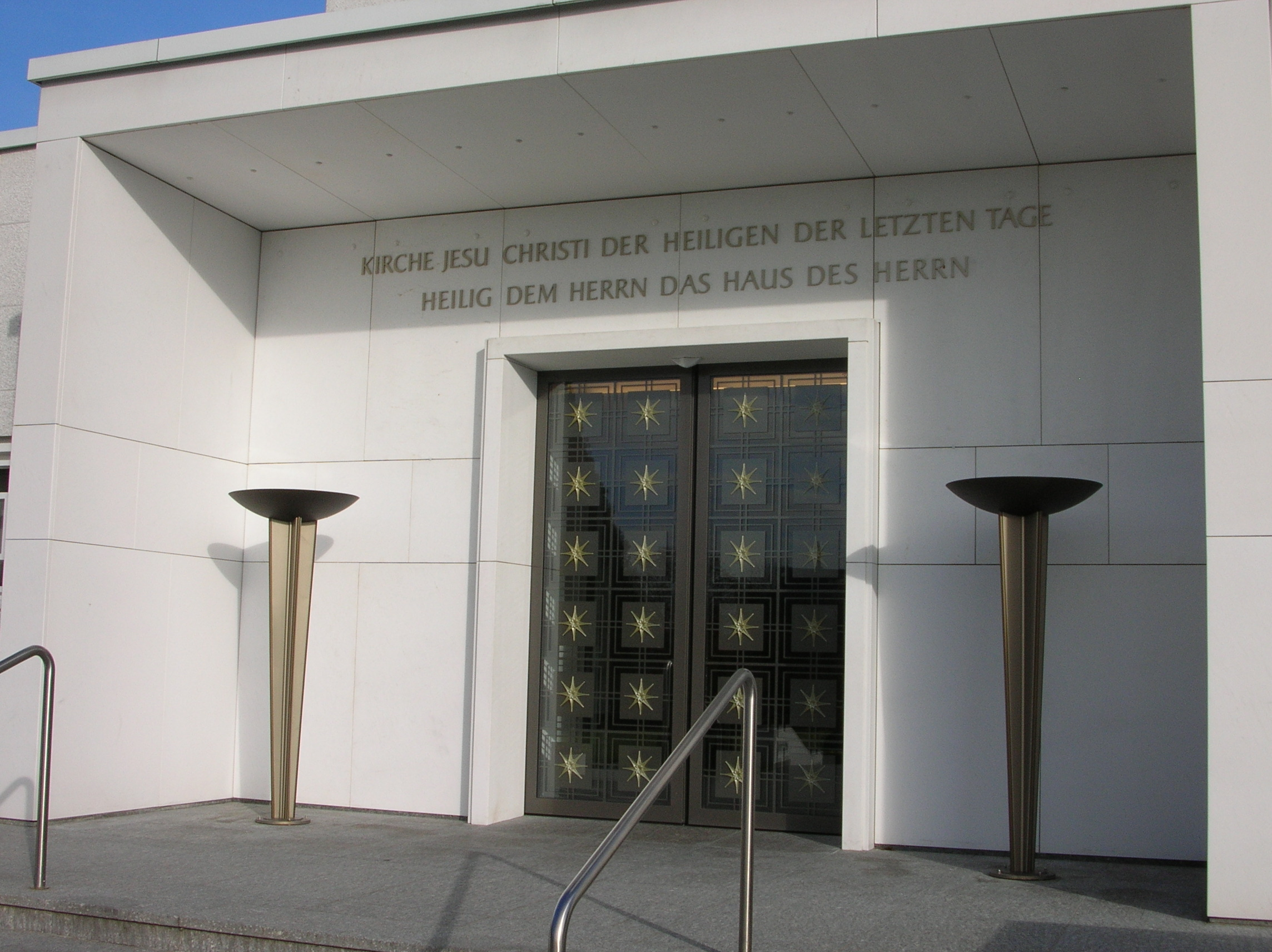
Portes du Temple de Berne.

Le Temple de l’Église de Jésus-Christ des saints des derniers jours de Berne (couramment nommé Temple de Berne) est le premier temple de l'Église de Jésus-Christ des saints des derniers jours construit en Europe et le premier à être construit en dehors des États-Unis et du Canada. Bien que le bâtiment soit situé à Münchenbuchsee, son adresse postale est attribuée à la commune voisine de Zollikofen, dans la périphérie de Berne.

## Utilisation du temple
Selon la doctrine de l'Église de Jésus-Christ des saints des derniers jours, le temple est un bâtiment destiné à être la maison du Seigneur et considéré par les saints des derniers jours comme le lieu le plus sacré sur la Terre. Selon cette doctrine, il a toujours été commandé au peuple du Seigneur de construire des temples, des bâtiments sacrés dans lesquels les saints dignes accomplissent les cérémonies et les ordonnances sacrées de l'Évangile pour eux-mêmes et pour leurs parents décédés afin de former une famille éternelle. 

## Histoire
Le site de 28 000 m2 a été choisi en juillet 1952 par le Président de l'Église de Jésus-Christ des Saints des Derniers Jours David O. McKay et Samuel E. Bringhurst, alors président de la mission austro-suisse. Les architectes furent Edward O. Anderson et Wilhelm Zimmer. L’inauguration et la dédicace du site ont été effectuées par le président David O. McKay, le 5 août 1953. Le temple a été connu sous le nom de Temple suisse jusqu'à ce que la convention de nommage actuelle des temples ait été adoptée dans les années 1990. 
Le Temple de Berne - Suisse dispose de 4 salles d’ordonnances, 7 salles de scellement et a une superficie totale de 3 302 m2. Toutes les langues européennes y compris le russe, le tchèque et l'ukrainien, y sont représentées.
Après la rénovation complète de l'intérieur, le temple a été de nouveau inauguré par le président Gordon B. Hinckley le 23 octobre 1992. Plus de 32 900 membres et visiteurs assistèrent alors aux portes ouvertes au public de l'intérieur du temple. 
Dans le cadre du cinquantième anniversaire de sa consécration, le 7 septembre 2005, une statue de quatre mètres de haut représentant l'ange Moroni, symbole de la proclamation de l'Évangile éternel aux habitants de la Terre, est ajoutée au sommet du temple.